# Calamotropha fuscilineatellus
Calamotropha fuscilineatellus is een vlinder uit de familie grasmotten (Crambidae). De wetenschappelijke naam is voor het eerst geldig gepubliceerd in 1938 door D. Lucas.
De soort komt voor in Europa.